# فرانک مکنزی
کِنِت فرنکلین «فرنک» مکنزی جونیور (به انگلیسی: Kenneth F. McKenzie Jr.) ژنرال (ارتشبد) سپاه تفنگداران دریایی ایالات متحده آمریکا است که به عنوان۱۴امین فرمانده ستاد فرماندهی مرکزی ایالات متحده فعالیت می‌کرد. او پس از دو سال فعالیت به عنوان اداره‌کنندهٔ برنامه‌ها و سیاست استراتژیک در ۵ ژوئیه ۲۰۱۷ به عنوان اداره‌کننده ستاد مشترک کار خود را شروع کرد. مکنزی در ۲۸ مارس ۲۰۱۹ مسئولیت فرماندهی سنتکام را بر عهده گرفت و تا مه ۲۰۲۲ در این سمت باقی ماند. در مه ۲۰۲۲، او مدیر اجرایی مؤسسه امنیت جهانی و ملی، دانشگاه فلوریدای جنوبی شد و در ژوئیه ۲۰۲۲ به عنوان مدیر اجرایی مرکز امنیت سایبری فلوریدا منصوب شد. او همچنین به عنوان رئیس و عضو هیئت مدیره مؤسسه مهندسی کاربردی دانشگاه فلوریدای جنوبی خدمت می‌کند.